# Tabernacolo della Visitazione
Il tabernacolo della Visitazione è un edificio religioso di Castelfiorentino, in provincia di Firenze, diocesi di Firenze.
Originariamente sorgeva isolato fuori del Convento delle suore francescane di Santa Maria della Marca, fuori dal circuito murario della città medievale e rinascimentale: oggi la zona è fortemente urbanizzata.
Si tratta di un edificio ottocentesco in stile neoclassico che al suo interno conservava un tabernacolo dipinto da Benozzo Gozzoli nel 1491 - 92: oggi gli affreschi sono esposti nel BEGO-Museo Benozzo Gozzoli, nel centro storico di Castelfiorentino.

## La struttura muraria
La struttura muraria del tabernacolo risale agli anni 1491 - 1492: in questo breve lasso di tempo, infatti, viene collocata l'esecuzione degli affreschi da parte di Benozzo Gozzoli e dei suoi figli.
La sua ubicazione nei pressi del fiume Elsa lo ha esposto per secoli alle inondazioni e ad altre intemperie: nel 1872 venne tardivamente realizzata un'edicola a protezione degli affreschi ormai fortemente deteriorati soprattutto nella parte più bassa.
Nonostante ciò nel 1965 fu necessario staccare gli affreschi e le sinopie superstiti per ricomporle, con l'altro tabernacolo, quello   della Madonna della Tosse, proveniente da Castelnuovo d'Elsa nel nuovo museo denominato BEGO-Museo Benozzo Gozzoli a Castelfiorentino. In precedenza gli affreschi dei due tabernacoli erano stati ospitati nella Raccolta Comunale d'Arte all'interno dei locali della Biblioteca Comunale Vallesiana.

## Gli affreschi di Benozzo Gozzoli

### Storia
Il tabernacolo fu dunque dipinto da Benozzo Gozzoli e dai suoi figli, Francesco - il maggiore -  e Alesso nel 1491 - 1492 su commissione di Messer Grazia da Castelnuovo, priore della Chiesa di Santa Maria Assunta a Castelnuovo.
La commissione venne trascritta da Messer Cosimo Bindi confessore delle monache di Santa Maria della Marca nel suo Libro di Memorie, conservato presso l'Archivio vescovile di Volterra, in data 20 ottobre 1637 riportando il giorno in cui l'opera fu commissionata (12 febbraio 1491) e i nomi degli autori: "Mastro Benozzo fiorentino e Francesco e Alfonso suoi figlioli". Il trascrittore aggiunge anche che l'iscrizione da lui riportata era molto guasta: da questo deriva l'errore di lettura del nome di Alfonso da correggere in Alesso.

### Descrizione
- Facciata principale esterna
  - Nell'estradosso dell'arco di entrata è raffigurata un'Annunciazione
  - Nella volta troviamo i quattro Evangelisti e i quattro Padri della Chiesa, con al centro il Cristo benedicente
- Facciata principale interna. È divisa in due registri:
  - Nel registro superiore è La cacciata di Gioacchino dal Tempio
  - Nel registro inferiore vi sono pochi avanzi di un finto polittico con Madonna e santi.
- Facciata destra:
  - Nell'estradosso si trovano le due figure degli arcangeli Michele e Raffaele (?)
  - Nel registro superiore è episodio di Gioacchino tra i pastori
  - Nel registro inferiore stava presumibilmente la Visitazione
- Facciata posteriore:
  - Nel registro superiore è l'Incontro di Gioacchino e Anna alla Porta Aurea
  - Nel registro inferiore è la Natività
- Facciata sinistra
  - Nell'estradosso vi sono degli Angeli
  - Nel registro superiore la Nascita della Vergine
  - Nel registro inferiore, pressoché perduta, l'Adorazione dei Magi

La lettura iconografica dell'opera va fatta per registri: in quello inferiore vi sono le storie della Vergine, alle quali fungono da antefatto le storie dei genitori, Gioacchino e Anna, nel registro superiore; tutto partendo dalla facciata principale e procedendo in senso orario.